# Parliament (cigarette)
Ne pas confondre avec le groupe de musique américain Parliament.

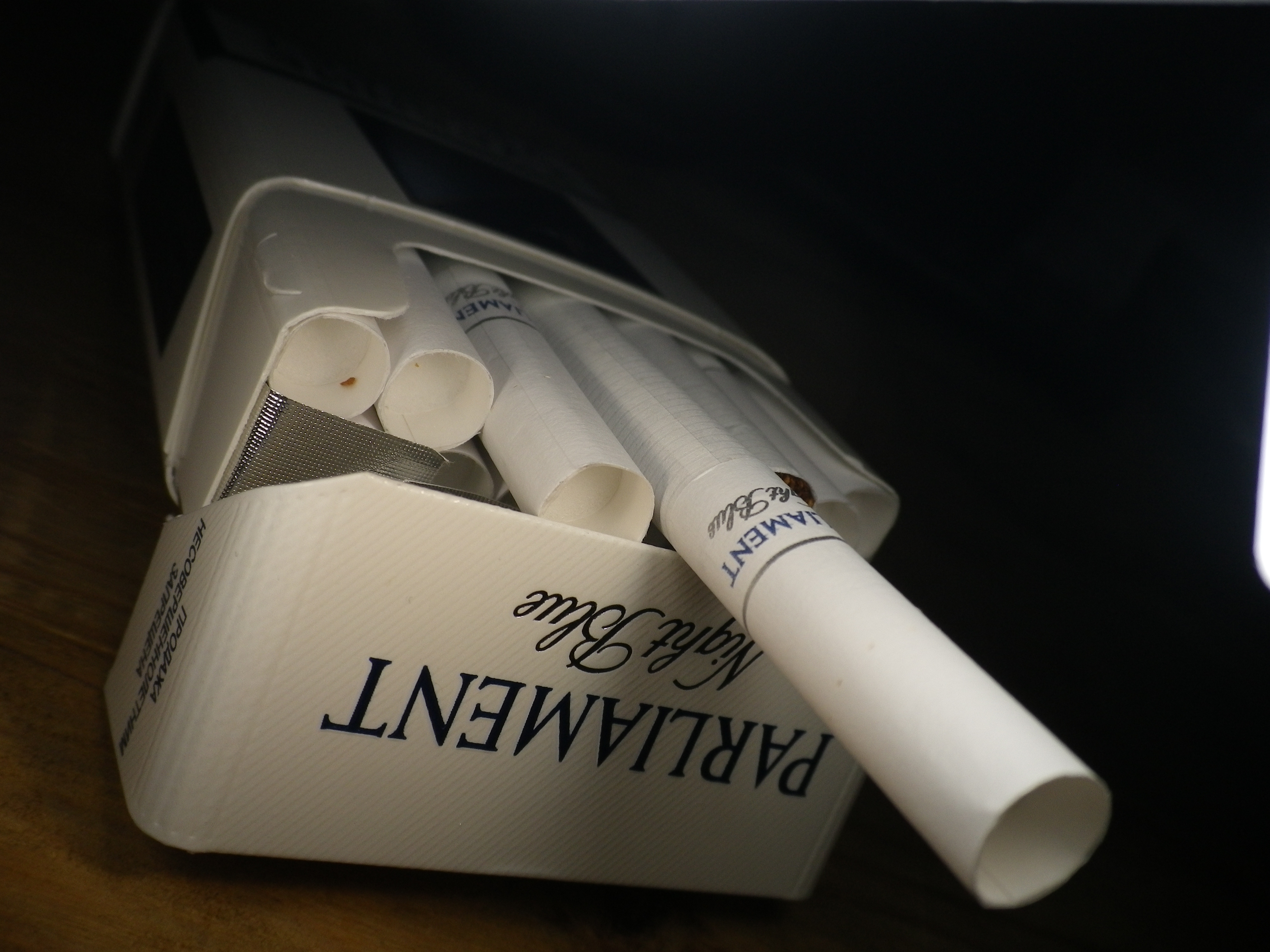
Des cigarettes Parliament.

Parliament est une marque de cigarettes américaine créée en 1931, et commercialisée par l'entreprise Philip Morris.

## Caractéristiques

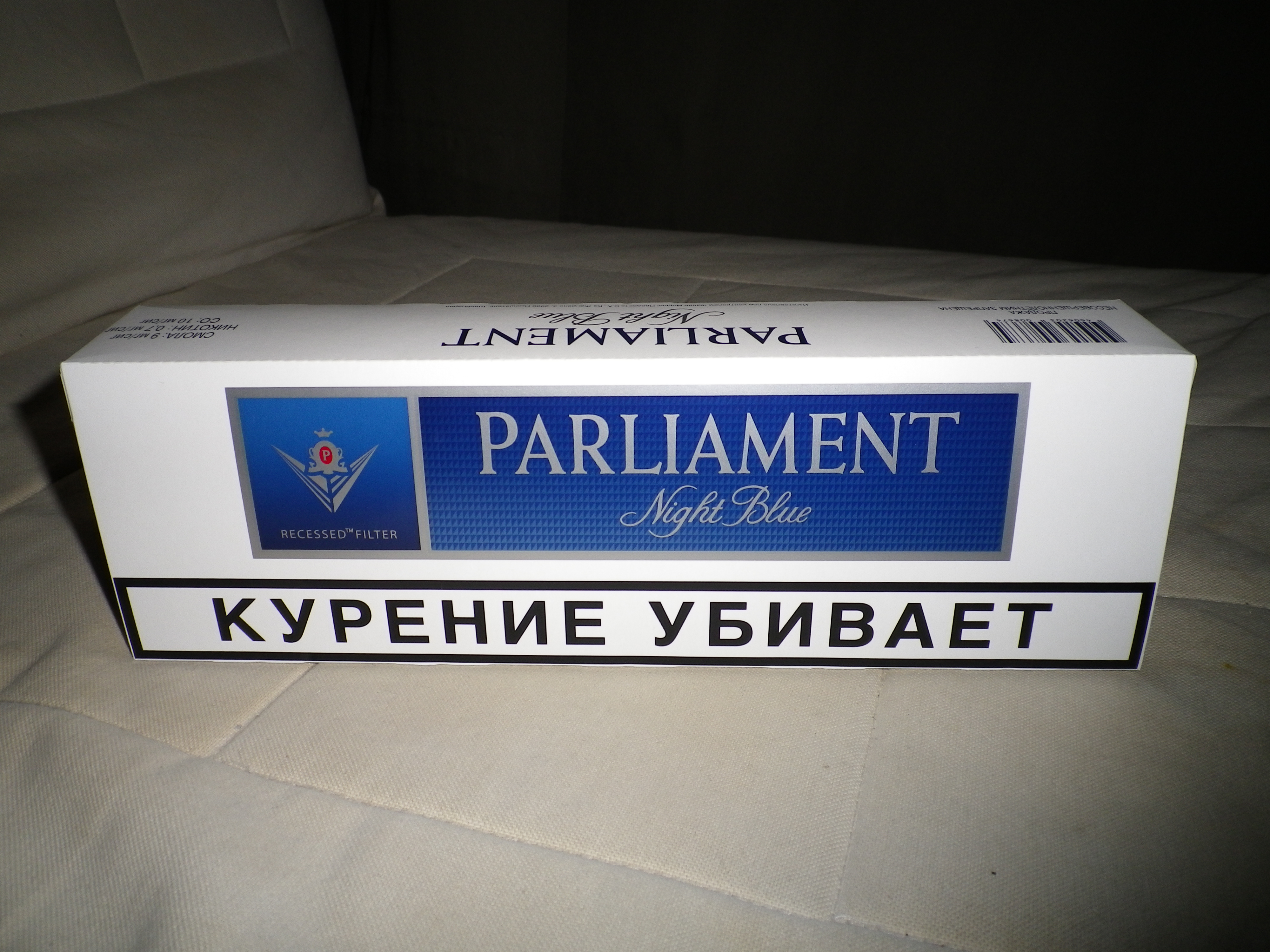
Une cartouche de cigarettes Parliament.

Parliament est l'une des seules marques à commercialiser des cigarettes avec des filtres (en) encastrés. Ceci était à l'origine utilisé en tant que stratagème publicitaire, lorsque les cigarettes n'avaient pas encore de filtre. Les premiers filtres ont été commercialisés en 1935, et sont devenus communs dans les années 1950. Dans les années 1940 et 1950, la marque était commercialisée pour ses filtres uniques, avec comme slogan : « Only the flavor touches your lips » (« Seul le goût touche vos lèvres ») ou encore « Tobacco tastes best when the filter's recessed » (« Le tabac a un meilleur goût lorsque le filtre est encastré »). La marque déclare ainsi que le filtre encastré évite le contact entre le goudron et la bouche du fumeur, contrairement aux filtres classiques, et améliorerait ainsi le goût ressenti,.

## Marché
La marque Parliament représente 1,7 % des ventes de l’entreprise Philip Morris, ce qui est peu comparé au leader du groupe, Marlboro, qui représente à elle seule 41,1 % des ventes de la compagnie. Parliament possède une bonne place sur le marché du tabac en Géorgie, Arabie saoudite, Japon, Argentine, Israël, Corée du Sud, Kazakhstan, Turquie, Russie, Monténégro, en Ukraine et aux États-Unis.
L'acteur américain Charlie Sheen est apparu dans des publicités pour la marque Parliament dans les années 1990.